# Die Versuchung – Der Priester und das Mädchen
Die Versuchung – Der Priester und das Mädchen ist ein im Jahr 1995 von Phoenix Film für Sat.1 produzierter Fernsehfilm.

## Handlung
Katja Simon aus Berlin erwischt ihren Lebensgefährten Thomas Vermeulen, in dessen Firma sie arbeitet, mit einer anderen Frau im Bett. Um nach dieser Enttäuschung zur Ruhe zu kommen, reist sie auf die Insel Amrum zur Pensionswirtin Elli Lauritzen, einer Freundin ihrer verstorbenen Eltern. Hier hat sich auch der römisch-katholische Diakon und Priesterkandidat Christian Röhmer aus Münster einquartiert. Nach dem Unfalltod seines besten Freundes, eines jungen Familienvaters, hegt er Zweifel an seiner Berufung. Die beiden jungen Leute freunden sich an und entwickeln Gefühle füreinander. Katja ist fasziniert von Christians zurückhaltender und zuvorkommender Art, er erscheint ihr wohltuend anders als der arrogante und machohafte Thomas. Christian dagegen bemüht sich, seine Verliebtheit zu verdrängen und verschweigt Katja seine berufliche Situation. Thomas taucht auf Amrum auf und will Katja überreden, ihm zu verzeihen und mit ihm zurückzukehren. Während einer heftigen Auseinandersetzung schickt sie ihn weg. Christian, der dazukommt, um Katja zu Hilfe zu eilen, wird von Thomas tätlich angegriffen. Darauf kommt es zu spontanem Sex zwischen Christian und Katja. Doch bevor Katja aufwacht, ist Christian bereits heimlich abgereist. Tief enttäuscht fährt sie nach Berlin zurück.
Katja wird von ihrer Schwester Heike Schumann überredet, Kontakt zu Christian aufzunehmen. Sie findet seine Postanschrift heraus ohne zu ahnen, dass es sich dabei um ein Priesterseminar handelt, und schreibt ihm mehrere Briefe. Doch die beantwortet Christian nicht, da er fest entschlossen ist, sich zum Priester weihen zu lassen. Als Katja feststellt, dass sie von Christian schwanger ist, reist sie auf Drängen ihrer Schwester nach Münster, wo sie Christian im Priesterseminar vorfindet. Er erklärt ihr, dass er sich für seinen Beruf und gegen sie entschieden habe. Verzweifelt reist sie nach Hause, von ihrer Schwangerschaft hat sie Christian nichts gesagt.
In Berlin bemüht sich Thomas erneut um Katja und macht ihr einen Heiratsantrag. Als er erfährt, dass sie von einem anderen schwanger ist, verspricht er ihr, das Kind wie sein eigenes aufzuziehen. Gegen den Rat ihrer Schwester nimmt Katja den Antrag an, obwohl sie Thomas längst nicht mehr liebt. Inzwischen hat Christians geistlicher Mentor, Pfarrer Johannes Landgraf, einen schweren Herzanfall erlitten. Auf dem Sterbebett appelliert er an Christian, seinem Gefühl zu folgen und die Priesterlaufbahn aufzugeben, falls er Katja wirklich liebt. Andernfalls könne er nicht glücklich werden. Nach Landgrafs Tod verlässt Christian das Seminar. Er reist nach Berlin, um Katja aufzusuchen. Hier platzt er in den Polterabend von Thomas und Katja hinein. In einem Gespräch unter vier Augen erklärt sie Christian, dass sie am nächsten Tag Thomas heiraten werde. Christian begibt sich wieder zum Bahnhof. Doch Katja bittet Thomas um Verzeihung und läuft Christian zum Bahnhof hinterher. Auf dem Bahnsteig fallen sich die beiden in die Arme.

## Hintergrund
Die Versuchung – Der Priester und das Mädchen wurde am 5. März 1995 auf Sat.1 innerhalb der Reihe Der Große TV-Film erstausgestrahlt und in den folgenden Jahren mehrmals wiederholt. Zum Teil bis in die Nebenrollen hinein wurde der Film mit renommierten Schauspielern besetzt.

## Rezensionen
- „Die Story ist zwar altbacken; die Regie und die Darsteller wirken jedoch – Gott sei’s gedankt – frisch und intensiv.“ (TV Spielfilm)[1]
- „Es ist wohl doch wahr, dass der Papst nur deshalb am Zölibat festhält, damit TV-Movies wie dieses – die süße Katja (Muriel Baumeister) führt einen Priesterkandidaten (Johannes Brandrup) in Versuchung – den Zuschauer züchtigen. Denn es geht reichlich rührselig zu in diesem Spiel um verbotene Liebe auf der Nordseeinsel Amrum.“ (Der Spiegel Nr. 37/1999)[2]